# Nature morte aux banderilles
Nature morte aux banderilles est un tableau réalisé par le peintre français Georges Braque en 1911 à Céret. Cette toile exécutée à l'huile et au fusain et agrémentée de sable est une nature morte cubiste représentant notamment des banderilles. Elle est conservée au Metropolitan Museum of Art, à New York.